# 방아다리약수
방아다리약수는 강원특별자치도 평창군 진부면 척천리에 위치한 오대산국립공원 내에 있는 약수이다. 탄산과 철분이 주성분인 방아다리약수는 위장병, 신경통, 피부병에 효험이 있다고 한다. 근처에 신약수, 계방산, 이승복기념관 등이 있다.

## 이름의 유래
방아다리라는 이름의 유래는 다음과 같다. 옛날 이곳에서 화전을 일구고 살던 아낙네가 바위 한가운데 움푹 패인 곳에 곡식을 넣고 방아를 찧는데 바위가 갈라지면서 약수가 솟아 나왔다는 전설이 있다. 

## 약수 성분
- PH 5.5

(단위 mg/L)
- 불소(F) 0.4
- 염소이온(Cl) 2.0
- 철(Fe) 12.9
- 망가니즈(Mn) 0.57
- 황산이온 10.0
- 과망간산칼륨소비량 1.1

## 같이 보기
- 신약수
- 한국의 약수 목록